# Aircel Chennai Open 2010 - Qualificazioni singolare
Le qualificazioni del singolare dell'Aircel Chennai Open 2010 sono state un torneo di tennis preliminare per accedere alla fase finale della manifestazione. I vincitori dell'ultimo turno sono entrati di diritto nel tabellone principale. In caso di ritiro di uno o più giocatori aventi diritto a questi sono subentrati i lucky loser, ossia i giocatori che hanno perso nell'ultimo turno ma che avevano una classifica più alta rispetto agli altri partecipanti che avevano comunque perso nel turno finale.
Le qualificazioni del Aircel Chennai Open 2010 prevedevano 32 partecipanti di cui 4 accedevano al tabellone principale.

## Teste di serie
1. Illja Marčenko (secondo turno)
2. Paul Capdeville (primo turno)
3. Dustin Brown (ultimo turno)
4. Marsel İlhan (secondo turno)

1. Dieter Kindlmann (primo turno)
2. Peter Polansky (secondo turno)
3. Donald Young (secondo turno)
4. Tatsuma Itō (secondo turno)

## Qualificati
1. Louk Sorensen
2. Prakash Amritraj

1. Yang Tsung-hua
2. James Ward

## Tabellone

### Legenda
| - Q = Qualificato - WC = Wild card - LL = Lucky loser | - ALT = Alternate - SE = Special Exempt - PR = Protected Ranking | - w/o = Walkover - r = Ritirato - d = Squalificato |

### Sezione 1
|  | Primo turno              | Primo turno              | Primo turno              | Primo turno | Primo turno |  |  | Secondo turno | Secondo turno  | Secondo turno  | Secondo turno | Secondo turno |   |   | Ultimo turno | Ultimo turno | Ultimo turno | Ultimo turno | Ultimo turno |  |
|  |                          |                          |                          |             |             |  |  |               |                |                |               |               |   |   |              |              |              |              |              |  |
|  | 1                        | Illja Marčenko           | Illja Marčenko           | 6           | 6           |  |  |               |                |                |               |               |   |   |              |              |              |              |              |  |
|  |                          | Denis Gremelmayr         | Denis Gremelmayr         | 4           | 2           |  |  | 1             | Illja Marčenko | Illja Marčenko | 62            | 3             |   |   |              |              |              |              |              |  |
|  | Yuki Bhambri             | Yuki Bhambri             | Yuki Bhambri             | 7           | 6           |  |  |               | Yuki Bhambri   | Yuki Bhambri   | 7             | 6             |   |   |              |              |              |              |              |  |
|  | Ranjeet Virali-Murugesan | Ranjeet Virali-Murugesan | Ranjeet Virali-Murugesan | 5           | 4           |  |  |               |                |                |               |               |   |   | Yuki Bhambri | Yuki Bhambri | 2            | 7            | 2            |  |
|  | Louk Sorensen            | Louk Sorensen            | 6                        | 2           | 6           |  |  |               |                | Louk Sorensen  | Louk Sorensen | 6             | 6 | 6 |              |              |              |              |              |  |
|  | Benjamin Balleret        | Benjamin Balleret        | 0                        | 6           | 2           |  |  |               | Louk Sorensen  | Louk Sorensen  | 7             | 7             |   |   |              |              |              |              |              |  |
|  | 7                        | Donald Young             | Donald Young             | 6           | 6           |  |  | 7             | Donald Young   | Donald Young   | 64            | 68            |   |   |              |              |              |              |              |  |
|  |                          | Aisam-ul-Haq Qureshi     | Aisam-ul-Haq Qureshi     | 4           | 4           |  |  |               |                |                |               |               |   |   |              |              |              |              |              |  |

### Sezione 2
|  | Primo turno      | Primo turno      | Primo turno      | Primo turno | Primo turno |  |  | Secondo turno | Secondo turno    | Secondo turno    | Secondo turno    | Secondo turno    |   |   | Ultimo turno  | Ultimo turno  | Ultimo turno  | Ultimo turno | Ultimo turno |  |
|  |                  |                  |                  |             |             |  |  |               |                  |                  |                  |                  |   |   |               |               |               |              |              |  |
|  |                  | Lars Pörschke    | 6                | 4           | 6           |  |  |               |                  |                  |                  |                  |   |   |               |               |               |              |              |  |
|  | 2                | Paul Capdeville  | 4                | 6           | 1           |  |  | Lars Pörschke | Lars Pörschke    | 4                | 6                | 7                |   |   |               |               |               |              |              |  |
|  | Rik De Voest     | Rik De Voest     | Rik De Voest     | 6           | 7           |  |  | Rik De Voest  | Rik De Voest     | 6                | 3                | 5                |   |   |               |               |               |              |              |  |
|  | George Bastl     | George Bastl     | George Bastl     | 2           | 5           |  |  |               |                  |                  |                  |                  |   |   | Lars Pörschke | Lars Pörschke | Lars Pörschke | 65           | 3            |  |
|  | Prakash Amritraj | Prakash Amritraj | Prakash Amritraj | 7           | 6           |  |  |               |                  | Prakash Amritraj | Prakash Amritraj | Prakash Amritraj | 7 | 6 |               |               |               |              |              |  |
|  | Vishnu Vardhan   | Vishnu Vardhan   | Vishnu Vardhan   | 5           | 3           |  |  |               | Prakash Amritraj | 4                | 6                | 7                |   |   |               |               |               |              |              |  |
|  | 6                | Peter Polansky   | Peter Polansky   | 6           | 7           |  |  | 6             | Peter Polansky   | 6                | 3                | 69               |   |   |               |               |               |              |              |  |
|  |                  | Rohan Gajjar     | Rohan Gajjar     | 3           | 68          |  |  |               |                  |                  |                  |                  |   |   |               |               |               |              |              |  |

### Sezione 3
|  | Primo turno             | Primo turno             | Primo turno             | Primo turno | Primo turno |  |  | Secondo turno   | Secondo turno   | Secondo turno   | Secondo turno  | Secondo turno  |   |   | Ultimo turno | Ultimo turno | Ultimo turno | Ultimo turno | Ultimo turno |  |
|  |                         |                         |                         |             |             |  |  |                 |                 |                 |                |                |   |   |              |              |              |              |              |  |
|  | 3                       | Dustin Brown            | Dustin Brown            | 6           | 6           |  |  |                 |                 |                 |                |                |   |   |              |              |              |              |              |  |
|  |                         | Todd Widom              | Todd Widom              | 4           | 3           |  |  | 3               | Dustin Brown    | Dustin Brown    | 6              | 6              |   |   |              |              |              |              |              |  |
|  | Jan Minář               | Jan Minář               | Jan Minář               | 6           | 6           |  |  |                 | Jan Minář       | Jan Minář       | 4              | 4              |   |   |              |              |              |              |              |  |
|  | Mohit Mayur Jayaprakash | Mohit Mayur Jayaprakash | Mohit Mayur Jayaprakash | 4           | 2           |  |  |                 |                 |                 |                |                |   |   | 3            | Dustin Brown | Dustin Brown | 2            | 5            |  |
|  | Riccardo Ghedin         | Riccardo Ghedin         | Riccardo Ghedin         | 6           | 4           |  |  |                 |                 |                 | Yang Tsung-hua | Yang Tsung-hua | 6 | 7 |              |              |              |              |              |  |
|  | Matthias Bachinger      | Matthias Bachinger      | Matthias Bachinger      | 2           | 2R          |  |  | Riccardo Ghedin | Riccardo Ghedin | Riccardo Ghedin | 3              | 4              |   |   |              |              |              |              |              |  |
|  |                         | Yang Tsung-hua          | 6                       | 7           | 6           |  |  | Yang Tsung-hua  | Yang Tsung-hua  | Yang Tsung-hua  | 6              | 6              |   |   |              |              |              |              |              |  |
|  | 5                       | Dieter Kindlmann        | 7                       | 63          | 4           |  |  |                 |                 |                 |                |                |   |   |              |              |              |              |              |  |

### Sezione 4
|  | Primo turno             | Primo turno             | Primo turno             | Primo turno | Primo turno |  |  | Secondo turno | Secondo turno | Secondo turno | Secondo turno | Secondo turno |   |   | Ultimo turno | Ultimo turno | Ultimo turno | Ultimo turno | Ultimo turno |  |
|  |                         |                         |                         |             |             |  |  |               |               |               |               |               |   |   |              |              |              |              |              |  |
|  | 4                       | Marsel İlhan            | 7                       | 3           | 6           |  |  |               |               |               |               |               |   |   |              |              |              |              |              |  |
|  |                         | Sanam Singh             | 5                       | 6           | 2           |  |  | 4             | Marsel İlhan  | 6             | 2             | 4             |   |   |              |              |              |              |              |  |
|  | James Ward              | James Ward              | James Ward              | 6           | 6           |  |  |               | James Ward    | 3             | 6             | 6             |   |   |              |              |              |              |              |  |
|  | Karan Rastogi           | Karan Rastogi           | Karan Rastogi           | 2           | 4           |  |  |               |               |               |               |               |   |   | James Ward   | James Ward   | James Ward   | 6            | 6            |  |
|  | Noam Okun               | Noam Okun               | Noam Okun               | 6           | 6           |  |  |               |               | Noam Okun     | Noam Okun     | Noam Okun     | 2 | 3 |              |              |              |              |              |  |
|  | N.Sriram Rastogi Balaji | N.Sriram Rastogi Balaji | N.Sriram Rastogi Balaji | 2           | 3           |  |  |               | Noam Okun     | Noam Okun     | 6             | 6             |   |   |              |              |              |              |              |  |
|  | 8                       | Tatsuma Itō             | Tatsuma Itō             | 7           | 6           |  |  | 8             | Tatsuma Itō   | Tatsuma Itō   | 2             | 2             |   |   |              |              |              |              |              |  |
|  |                         | Alex Bogomolov Jr.      | Alex Bogomolov Jr.      | 6(1)        | 3           |  |  |               |               |               |               |               |   |   |              |              |              |              |              |  |